# 12-Stunden-Rennen von Sebring 1996

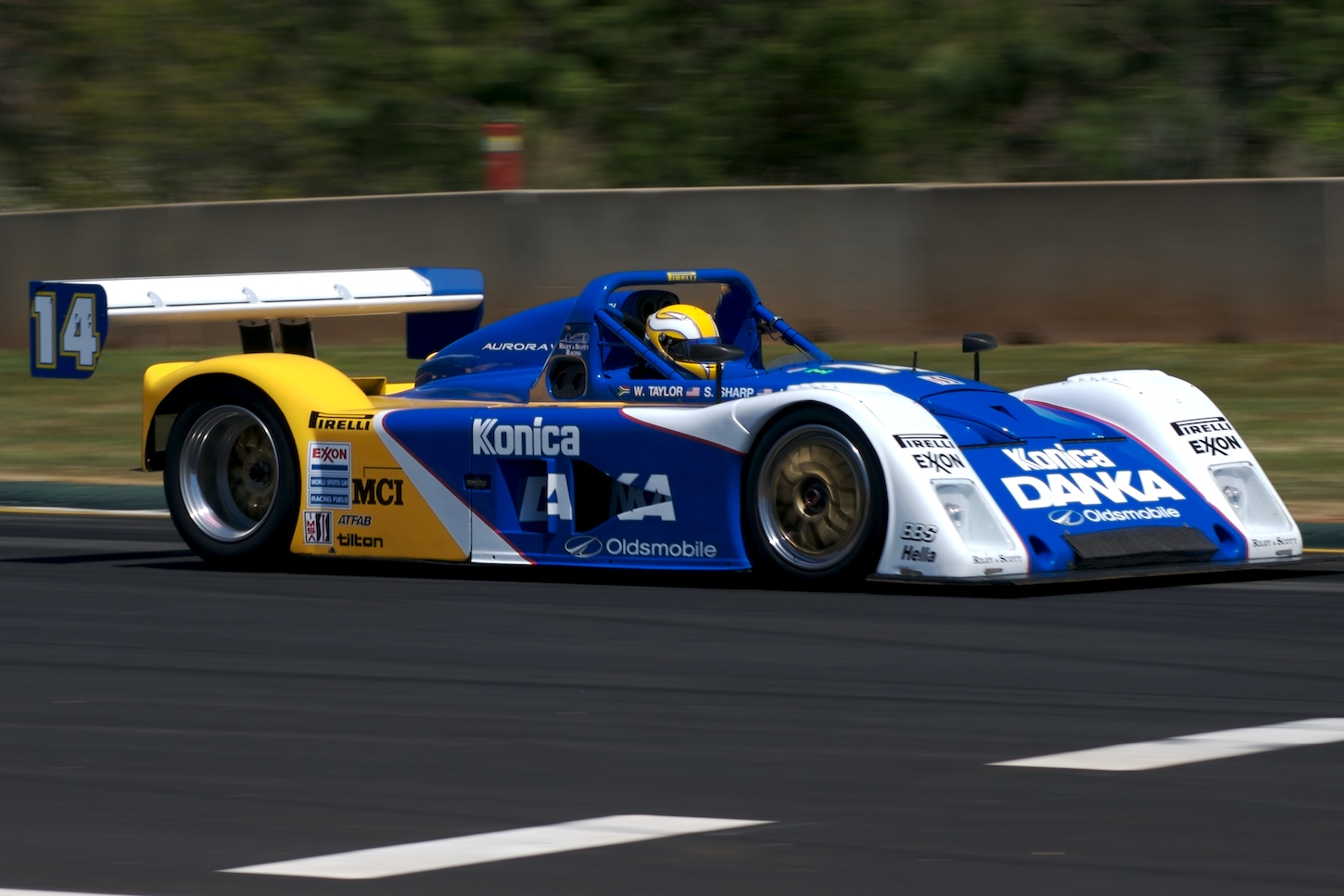
Der siegreiche Riley & Scott Mk III von Wayne Taylor, Eric van de Poele und Jim Pace

Das 44. 12-Stunden-Rennen von Sebring, auch 44th Annual Exxon Superflo 12 Hours of Sebring presented by Aurora, Sebring International Raceway, fand am 17. März 1996 auf dem Sebring International Raceway statt und war der zweite Wertungslauf der IMSA-GT-Serie dieses Jahres.

## Vor dem Rennen
Die IMSA-GT-Saison begann traditionell mit dem 24-Stunden-Rennen von Daytona, das Wayne Taylor, Scott Sharp und Jim Pace auf einem Riley & Scott Mk III für sich entscheiden konnten. Die Rennserie umfasste in diesem Jahr 14 Wertungsläufe, einen weniger als im Jahr davor. Nach wie vor kämpfte die IMSA mit den mangelnden Engagements internationaler Sportwagenteams und mit rückläufigen Zuschauerzahlen. Ausgenommen von diesem Rückgang war das Rennen in Sebring. Die älteste Veranstaltung innerhalb der IMSA-Rennen war inzwischen das wichtigste Sportwagenrennen in Nordamerika geworden.

## Das Rennen
Im Training erzielte Max Papis im Momo-Ferrari 333SP die schnellste Rundenzeit. Papis, der 1995 für Arrows sieben Rennen in der Formel-1-Weltmeisterschaft bestritten hatte, war nach seinem Auftritt in Daytona schlagartig in der US-amerikanischen Motorsportszene bekannt geworden. Seit dem Rennen auf dem Daytona International Speedway nennen ihn die US-amerikanischen Rennfans „Mad Max“. Papis fuhr den Ferrari 333SP mit der Startnummer 31. Vor seinem letzten Stint lag der Wagen zwar an der zweiten Stelle, war aber nach einem Unfall schwer angeschlagen. Die Karosserie wurde mehr oder weniger nur noch durch Klebeband zusammengehalten. Dennoch lieferte Papis eine Vorstellung der Spitzenklasse. Erst rundete er sich zurück (in Führung lag der Riley & Scott Mk IIII, gefahren von Wayne Taylor), dann reduzierte er seinen Rückstand durch eine Reihe von Rekordrunden auf wenige Sekunden. Taylor schleppte seinen Prototyp, der an einem überhitzten Motor litt, nur mehr langsam um den Kurs. Was Taylor, der nun auch am Limit fuhr, schlussendlich rettete, war der enorme Benzinverbrauch des Ferrari, ausgelöst durch die Rekordrunden von Papis. Als Papis wenige Runden vor Schluss noch einmal zum Tanken kam, erlebte das Rennen eines seiner erstaunlichsten Ereignisse. Papis raste mit vollem Speed – gemessen wurden 320 km/h – durch die Boxengasse (ein Geschwindigkeitslimit wurde erst ein Jahr später eingeführt), um sich Sprit zu holen. Er verlor das Rennen mit knapp einer Minute Rückstand auf Taylor.
In Sebring war seine Qualifikationszeit um vier Sekunden schneller als die von Michele Alboreto im Jahr davor. Seine Rundenzeit von 1:50.453 Minuten entsprach einem Schnitt von 188,832 km/h. Im Rennen gab es wieder ein Duell um dem Gesamtsieg zwischen dem Doyle Racing Riley & Scott MK III, wo Eric van de Poele dritter Fahrer war, und dem Momo-Ferrari 333SP, der erneut mit dem Erfolg der Doyle Mannschaft endete.

## Ergebnisse

### Schlussklassement
| 1               | WSC   | 4  | Doyle Racing                   | Wayne Taylor Eric van de Poele Jim Pace                                          | Riley & Scott Mk III       | 334 |
| 2               | WSC   | 3  | Scandia Engineering            | Andy Evans Mauro Baldi Michele Alboreto                                          | Ferrari 333SP              | 330 |
| 3               | WSC   | 30 | Momo Corse                     | Giampiero Moretti Massimiliano Papis Didier Theys                                | Ferrari 333SP              | 325 |
| 4               | WSC   | 63 | Downing Atlanta                | Butch Hamlet Barry Waddell Jim Downing                                           | Kudzu DLM                  | 318 |
| 5               | WSC   | 63 | Dyson Racing                   | Andy Wallace Butch Leitzinger                                                    | Riley & Scott Mk III       | 314 |
| 6               | GTS-1 | 74 | Champion Porsche               | Hans-Joachim Stuck Bill Adam                                                     | Porsche 911 GT2 Evo        | 309 |
| 7               | GTS-1 | 1  | Brix Racing                    | Darin Brassfield Brian Cunningham Irv Hoerr                                      | Oldsmobile Aurora          | 305 |
| 8               | GTS-1 | 56 | Martin Snow                    | Martin Snow Dennis Aase Jorge Trejos                                             | Porsche 911 GT2            | 302 |
| 9               | GTS-1 | 72 | Champion Porsche               | John Fergus Derek Bell                                                           | Porsche 911 Turbo          | 302 |
| 10              | GTS-1 | 48 | Chapman Root                   | David Murry Chapman Root Charles Nearburg                                        | Porsche 911 Turbo          | 301 |
| 11              | GTS-2 | 99 | Schumacher Racing              | Andy Pilgrim Will Pace Larry Schumacher                                          | Porsche 911 Carrera RSR    | 294 |
| 12              | GTS-1 | 99 | Canaska Southwind Motorsports  | Joe Varde George Robinson Victor Sifton                                          | Dodge Viper GTS-R          | 294 |
| 13              | WSC   | 0  | Auto Toy Store                 | Justin Bell Gustl Spreng Morris Shirazi                                          | Spice HC94                 | 292 |
| 14              | GTS-2 | 93 | Ecuador Mobil 1 Racing         | Henry Taleb Jean-Pierre Michelet Rob Wilson                                      | Nissan 240SX               | 291 |
| 15              | GTS-2 | 07 | Prototype Technology Group     | Dieter Quester Pete Halsmer Manfred Wollgarten Javier Quiros                     | BMW M3                     | 288 |
| 16              | GTS-2 | 78 | Team A.R.E.                    | Cort Wagner Mike Doolin Kelly Collins Brent Martini                              | Porsche 911 Carrera RSR    | 288 |
| 17              | GTS-1 | 5  | Brix Racing                    | Joe Pezza Charles Morgan Rob Morgan                                              | Oldsmobile Aurora          | 287 |
| 18              | GTS-1 | 69 | Gustl Spreng                   | Ray Mummery Fritz Wegener Kersten Jodexnis                                       | Porsche 993 Carrera Turbo  | 278 |
| 19              | GTS-1 | 17 | Art Pilla                      | Art Pilla Oma Kimbrough Mike Bavaro                                              | Porsche 911 GT2 Evo        | 273 |
| 20              | GTS-2 | 57 | Kryderacing                    | Reed Kryder Frank Del Vecchio                                                    | Nissan 240SX               | 271 |
| 21              | GTS-2 | 73 | Jack Lewis Enterprises         | Jack Lewis Peter Uria Edison Lluch                                               | Porsche 911 Carrera RSR    | 271 |
| 22              | GTS-2 | 86 | G & W Motorsports              | Steve Marshall Danny Marshall John Biggs Weldon Scrogham                         | Porsche 964 Carrera Cup    | 265 |
| 23              | GTS-2 | 46 | Rob Collings                   | John Drew James Nelson Rob Collings Bruce Harrison                               | Porsche 911 Carrera RS Cup | 262 |
| 24              | WSC   | 16 | Dyson Racing                   | John Paul junior Rob Dyson James Weaver                                          | Riley & Scott Mk III       | 262 |
| 25              | WSC   | 7  | Bobby Brown Motorsports        | Elliott Forbes-Robinson John Schneider Don Bell                                  | Spice HC94                 | 261 |
| 26              | GTS-2 | 24 | Alex Job Racing                | Charles Slater Ron Finger John Rutherford                                        | Porsche 911                | 240 |
| 27              | GTS-2 | 52 | Andy Strasser                  | Andy Strasser Kevin Wheeler Alan Ludwig John Bourassa                            | Porsche 911 Carrera RSR    | 237 |
| 28              | GTS-1 | 6  | Juan Dibos                     | Eduardo Dibos Luis Mendez Bill Auberlen                                          | Ford Mustang               | 236 |
| 29              | GTS-1 | 92 | Hoyt Overbagh                  | Mauro Casadei Gianni Biava Mark Montgomery Hoyt Overbagh Robert McElheny         | Chevrolet Camaro           | 230 |
| 30              | GTS-1 | 98 | Canaska Southwind Motorsports  | Trevor Seibert Mark Dismore Price Cobb                                           | Dodge Viper GTS-R          | 205 |
| 31              | GTS-2 | 42 | Simon Gregg                    | Simon Gregg Max Schmidt Jarett Freeman                                           | Porsche 993 Supercup       | 201 |
| 32              | GTS-2 | 58 | Pro Technik Racing             | Sam Shalala Jim Matthews Mark Hillestad Matt Turner Walt Bohren                  | Porsche 911                | 189 |
| 33              | GTS-1 | 53 | Rehabworks                     | David Rubins Leonard McQue Ted Kempgens Gary Davis                               | Chevrolet Camaro           | 188 |
| 34              | GTS-1 | 87 | Simon Gregg                    | John Annis Bob Boudinot David Donovan                                            | Chevrolet Camaro           | 171 |
| Ausgefallen     |       |    |                                |                                                                                  |                            |     |
| 35              | GTS-2 | 27 | Jack Refenning                 | Jack Refenning Tim Vargo Brady Refenning                                         | Porsche 993 Supercup       | 247 |
| 36              | GTS-1 | 91 | Rock Valley Oil & Chemical Co. | Stu Hayner John Heinricy Roger Schramm                                           | Chevrolet Camaro           | 246 |
| 37              | GTS-2 | 25 | Angelo Cilli                   | Anthony Lazzaro Angelo Cilli Mike Fitzgerald                                     | Porsche 911                | 246 |
| 38              | WSC   | 9  | Scott Schubot                  | Scott Schubot Jérôme Policand                                                    | Courage C41                | 239 |
| 39              | WSC   | 51 | Fantasy Junction               | Bruce Trenery Nigel Smith Kent Painter                                           | Cannibal                   | 233 |
| 40              | GTS-1 | 09 | Konrad Motorsport              | Charles Mendez Franz Konrad Antônio de Azevedo Hermann Karel Dolejší André Ahrlé | Porsche 911 GT2 Evo        | 192 |
| 41              | GTS-2 | 89 | Philip Collin                  | Philip Collin Kevin Buckler Joe Cogbill                                          | Porsche 911                | 186 |
| 42              | GTS-1 | 35 | Bill McDill                    | Richard McDill Bill McDill Tom Juckette                                          | Chevrolet Camaro           | 173 |
| 43              | GTS-2 | 54 | Doug Trott                     | Doug Trott Rick Bye John Ruther Philip Kubik                                     | Porsche 993 Cup 3.8 RSR    | 171 |
| 44              | WSC   | 2  | Screaming Eagles Racing        | Johnny O’Connell Craig Nelson Dan Clark                                          | Riley & Scott Mk III       | 147 |
| 45              | GTS-2 | 06 | Prototype Technology Group     | David Donohue Javier Quiros                                                      | BMW M3                     | 114 |
| 46              | GTS-2 | 88 | Douglas Campbell               | Ralph Thomas Douglas Campbell John Bourassa                                      | Mazda RX-7                 | 109 |
| 47              | GTS-2 | 55 | Stadler Motorsport             | Lilian Bryner Enzo Calderari Ulli Richter                                        | Porsche 911 Carrera RSR    | 99  |
| 48              | WSC   | 43 | Lee Payne Racing               | Ross Bentley Lee Payne Franck Fréon                                              | Riley & Scott Mk III       | 97  |
| 49              | GTS-1 | 34 | Gary Smith                     | Gary Smith David Rankin Luis Sereix                                              | Chevrolet Camaro           | 81  |
| 50              | GTS-2 | 22 | Eurosport Racing               | Bohdan Kroczek Gerry Petroskey                                                   | Porsche 911 GT2            | 78  |
| 51              | GTS-2 | 26 | Alex Job Racing                | Tom Hessert Hurley Haywood Charles Slater                                        | Porsche 911 ME             | 73  |
| 52              | WSC   | 8  | Support Net Racing             | Bill Auberlen Henry Camferdam Roger Mandeville                                   | Hawk C-8                   | 64  |
| 53              | WSC   | 36 | Wheel Works Racing             | Jean-Paul Libert Steve Fossett Rick Sutherland Dean Hall                         | Courage C41                | 56  |
| 54              | GTS-2 | 67 | Hendricks Porsche              | Jeff Purner Dave White Charles Coker Karl Singer                                 | Porsche 911 Carrera RSR    | 54  |
| 55              | GTS-2 | 81 | Rudi Bartling                  | Vito Scavone Derek Oland Rudi Bartling Jeffrey Pabst                             | Porsche 968                | 50  |
| 56              | GTS-2 | 81 | Brad Creger                    | Lance Stewart Brad Creger Hartmut Haussecker                                     | Mazda RX-7                 | 35  |
| 57              | WSC   | 19 | Team SCI                       | Ranieri Randaccio Sam Brown Robin Smith                                          | Spice SE89C                | 31  |
| 58              | GTS-1 | 44 | Jacobs Motorsports             | Michael Jacobs Bill Weller                                                       | Pontiac Firebird           | 31  |
| Nicht gestartet |       |    |                                |                                                                                  |                            |     |
| 59              | WSC   | 28 | Blake Pridgen                  | Blake Pridgen Jeff Jones Pete Halsmer                                            | Argo JM20                  | 1   |
| 60              | GTS-1 | 77 | Tim Banks                      | Tim Banks Steve Goldin                                                           | Oldsmobile Cutlass Supreme | 2   |
| 61              | WSC   | 94 | Robert Gottfried               | Bill Wolfe Duda Oliveira Jaques Lazier Robert Gottfried                          | Banshee LNI-1              | 3   |

1 zurückgezogen
2 nicht gestartet
3 nicht trainiert

### Nur in der Meldeliste
Hier finden sich Teams, Fahrer und Fahrzeuge, die ursprünglich für das Rennen gemeldet waren, aber aus den unterschiedlichsten Gründen daran nicht teilnahmen.
| Pos. | Klasse | Nr. | Team                          | Fahrer                                                                               | Chassis                  |
| ---- | ------ | --- | ----------------------------- | ------------------------------------------------------------------------------------ | ------------------------ |
| 62   | GTS-2  | 08  |                               | Cary Eisenlohr Trevor Colby Jeff Hayes                                               | Porsche 911              |
| 63   | GTS-1  | 21  | Kent Racing                   | Kent Painter Bruce Trenery Alex Tradd                                                | Chevrolet Monte Carlo LM |
| 64   | GTS-1  | 96  | Canaska Southwind Motorsports | Shawn Hendricks George Robinson Mark Dismore Victor Sifton Trevor Seibert Price Cobb | Dodge Viper GTS-R        |

### Klassensieger
| Klasse | Fahrer             | Fahrer            | Fahrer           | Fahrzeug                | Platzierung im Gesamtklassement |
| ------ | ------------------ | ----------------- | ---------------- | ----------------------- | ------------------------------- |
| WSC    | Wayne Taylor       | Eric van de Poele | Jim Pace         | Riley & Scott Mk III    | Gesamtsieg                      |
| GTS-1  | Hans-Joachim Stuck | Bill Adam         |                  | Porsche 911 GT2 Evo     | Rang 6                          |
| GTS-2  | Andy Pilgrim       | Will Pace         | Larry Schumacher | Porsche 911 Carrera RSR | Rang 11                         |

### Renndaten
- Gemeldet: 64
- Gestartet: 61
- Gewertet: 34
- Rennklassen: 3
- Zuschauer: unbekannt
- Wetter am Renntag: warm und trocken
- Streckenlänge: 5,794 km
- Fahrzeit des Siegerteams: 12:00:14,146 Stunden
- Gesamtrunden des Siegerteams: 334
- Gesamtdistanz des Siegerteams: 1935,075 km
- Siegerschnitt: 161,203 km/h
- Pole Position: Max Papis – Ferrari 333SP (#30) – 1:50,453 – 188,832 km/h
- Schnellste Rennrunde: Michele Alboreto – Ferrari 333SP (#50) – 1.53,437 – 183,864 km/h
- Rennserie: 2. Lauf zur IMSA-GT-Serie 1996